# Space Foundation
A Space Foundation é uma organização norte-americana sem fins lucrativos, cuja missão é defender todos os setores da indústria espacial global por meio de atividades de conscientização espacial, programas educacionais e grandes eventos da indústria. Foi fundada em 1983.

## Locais
Localizada em Colorado Springs, Colorado, a sede da fundação inclui escritórios de equipe, bem como instalações para conferências e outras. Outros escritórios estão em Washington, D.C., Texas e Flórida.

## Educação
A Fundação Espacial oferece programas para alunos K-12 em laboratório, sala de aula e após a escola. Os programas incluem STEM, estudos sociais, história, artes e literatura e estão disponíveis para classes individuais, distritos escolares, escolas públicas e privadas, faculdades e universidades que oferecem currículo educacional e organizações de ensino domiciliar.

## Simpósio Espacial
A Space Foundation organiza o Simpósio Espacial anual em Colorado Springs no Broadmoor Hotel. O Simpósio Espacial apresenta apresentações e painéis que fornecem informações sobre os desenvolvimentos espaciais e as últimas novidades sobre questões críticas da indústria. Todos os anos, vários prêmios são apresentados no Simpósio Espacial reconhecendo realizações em várias arenas espaciais.
O simpósio inclui uma arrecadação anual de fundos chamada "Yuri's Night", nomeada em homenagem ao cosmonauta russo Yuri Gagarin. Em 2022, a fundação renomeou a arrecadação de fundos como "Uma Celebração do Espaço: Descubra o que vem a seguir" devido à invasão da Ucrânia pela Rússia.